# 吉田俊雄 (実業家)
吉田 俊雄（よしだ としお、1948年〈昭和23年〉5月24日 - ）は、日本の実業家。

## 経歴
武蔵大学経済学部卒、日本バイリーン入社。空調資材事業部東京営業課長、東京営業部長、2000年空調資材本部長、02年理事・空調資材本部長、05年取締役、09年常務取締役、10年6月社長、16年4月18日会長就、同年12月31日より相談役。